# Alex Moulton
Alexander Eric ("Alex") Moulton CBE (Stratford-upon-Avon, 9 april 1920 – Bath (Engeland), 9 december 2012) was een Brits ingenieur en uitvinder, gespecialiseerd in het ontwerp van ophangingssystemen voor auto's.
Moulton is de achterkleinzoon van rubberpionier Stephen Moulton, de oprichter van de familieonderneming George Spencer Moulton & Co. Ltd., waar hij tot na de Tweede Wereldoorlog werkte en gespecialiseerd was in rubberen ophangingssystemen voor auto's.
Nadat de Avon Rubber Company eind jaren vijftig de George Spencer Moulton & Co. Ltd. had overgenomen, begon Moulton het ontwerp- en ontwikkelbedrijf Moulton Developments, dat ophangingssystemen ontwikkelde voor British Motor Corporation. Toen Moultons vriend Alec Issigonis voor BMC een nieuwe kleine auto moest ontwerpen, de Mini, bedacht hij een stel conische rubberen veren en kleine wielen die Issigonis de mogelijkheid bood om de Mini de gewenste kleine afmetingen te geven. Samen met zijn vriend Issigonis werkte hij aan een systeem dat vergelijkbaar was met het Citroën-systeem. Later zouden hun ideeën verwerkt worden in de hydrolastic-ophanging die door British Leyland werd gebruikt in de Austin Maxi, Austin Allegro en Rover Metro.

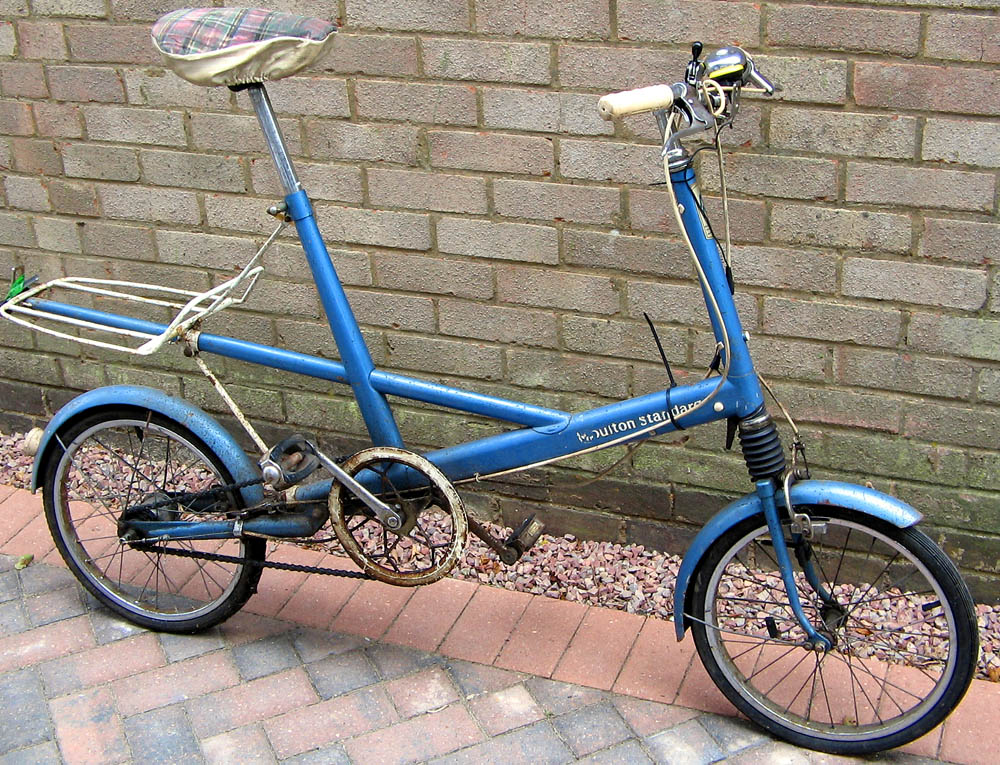
Moulton Standard M1 uit 1965/66. Moultons revolutionaire ontwerp bestond uit een fiets met een uniseks-instapframe, kleine wielen met hogedrukbanden, en voor- en achtervering.

Moulton ontwikkelde ook de Moulton Bicycle, tevens met een rubberen ophanging en kleine wielen. Zijn fietsbedrijf Alex Moulton Bicycles is gevestigd in Bradford-on-Avon in het Engelse Wiltshire.
Moulton droeg ook bij aan de ontwikkeling van de Brompton vouwfiets.

## Eretitels
In 1976 werd Moulton onderscheiden met een benoeming tot Commandeur in de Orde van het Britse Rijk.  
Andere eretitels:
- Diploma di Medagli d'Oro, Milaan (1964)
- Queen's Award for Technical Innovation (1967)
- Doctor Honoris Causa Royal College of Art (1967), Universiteit van Bath (1971) en Cranfield University (1994)
- Verkozen tot de  Faculty of Royal Designers for Industry (1968), Master of the Faculty 1981-1983
- Fellow van de Royal Academy of Engineering (1980)
- Vicepresident van de Royal Academy of Engineering (1985-1988).